# Élections législatives de 1997 dans la Haute-Garonne
Les élections législatives françaises de 1997 se déroulent les 25 mai et 1er juin 1997. Dans le département de la Haute-Garonne, huit députés sont à élire dans le cadre de huit circonscriptions.
Le rapport de force rebascule complètement à nouveau, la gauche retrouvant une large majorité (7 sièges sur 8) dans le département.

## Élus
| Circonscription                                 | Député sortant                                  | Parti | Parti    | Député élu ou réélu     | Parti | Parti    |
| ----------------------------------------------- | ----------------------------------------------- | ----- | -------- | ----------------------- | ----- | -------- |
| 1re                                             | Jean-Claude Paix                                |       | UDF (FD) | Dominique Baudis        |       | UDF (FD) |
| 2e                                              | Robert Huguenard                                |       | RPR      | Gérard Bapt             |       | PS       |
| 3e                                              | Serge Didier                                    |       | UDF (PR) | Pierre Cohen            |       | PS       |
| 4e                                              | Jean Diebold                                    |       | RPR      | Yvette Benayoun-Nakache |       | PS       |
| 5e                                              | Grégoire Carneiro                               |       | RPR      | Françoise Imbert        |       | PS       |
| 6e                                              | Alain Barrès suppléant de Françoise de Veyrinas |       | UDF (FD) | Hélène Mignon           |       | PS       |
| 7e                                              | Jean-Pierre Bastiani*                           |       | UDF (FD) | Lionel Jospin           |       | PS       |
| 8e                                              | Jean-Louis Idiart                               |       | PS       | Jean-Louis Idiart       |       | PS       |
| * député sortant ne se représentant pas en 1997 |                                                 |       |          |                         |       |          |

## Résultats

### Résultats à l'échelle du département
| Parti                 | Parti                                    | Premier tour | Premier tour | Second tour | Second tour | Sièges |
| Parti                 | Parti                                    | Voix         | %            | Voix        | %           | Sièges |
| --------------------- | ---------------------------------------- | ------------ | ------------ | ----------- | ----------- | ------ |
|                       | Parti socialiste                         | 149 557      | 34,27        | 243 393     | 53,98       | 7      |
|                       | Parti communiste français                | 34 415       | 7,89         |             |             | 0      |
|                       | Les Verts                                | 15 264       | 3,50         | 17 500      | 3,88        | 0      |
|                       | Divers gauche dont MDC                   | 7 121        | 1,63         |             |             | 0      |
|                       | Gauche plurielle                         | 206 357      | 47,29        | 260 893     | 57,86       | 7      |
|                       |                                          |              |              |             |             |        |
|                       | Union pour la démocratie française       | 58 952       | 13,51        | 97 621      | 21,65       | 1      |
|                       | Rassemblement pour la République         | 57 961       | 13,28        | 92 398      | 20,49       | 0      |
|                       | La Droite indépendante                   | 9 408        | 2,16         |             |             | 0      |
|                       | Divers droite                            | 7 777        | 1,78         | 0           |             |        |
|                       | Droite parlementaire                     | 134 098      | 30,73        | 190 019     | 42,14       | 1      |
|                       |                                          |              |              |             |             |        |
|                       | Front national                           | 54 602       | 12,51        |             |             | 0      |
|                       | Extrême gauche dont LCR, LO, SÉGA et PT  | 21 494       | 4,93         | 0           |             |        |
|                       | Divers écologiste dont LT-LNÉ, MÉI et GÉ | 15 977       | 3,66         | 0           |             |        |
|                       | Divers dont PLN                          | 3 803        | 0,87         | 0           |             |        |
|                       | Extrême droite                           | 63           | 0,01         | 0           |             |        |
|                       |                                          |              |              |             |             |        |
| Inscrits              | Inscrits                                 | 649 792      | 100,00       | 649 964     | 100,00      | 8      |
| Abstentions           | Abstentions                              | 192 450      | 29,62        | 171 173     | 26,34       |        |
| Votants               | Votants                                  | 457 342      | 70,38        | 478 791     | 73,66       |        |
| Blancs et nuls        | Blancs et nuls                           | 20 948       | 4,58         | 27 879      | 5,82        |        |
| Exprimés              | Exprimés                                 | 436 394      | 95,42        | 450 912     | 94,18       |        |
| Source : Data.gouv.fr |                                          |              |              |             |             |        |

### Résultats par circonscription

#### Première circonscription (Toulouse-Centre)
| Candidat                     | Candidat               | Parti          | Premier tour | Premier tour | Second tour | Second tour |
| Candidat                     | Candidat               | Parti          | Voix         | %            | Voix        | %           |
| ---------------------------- | ---------------------- | -------------- | ------------ | ------------ | ----------- | ----------- |
|                              | Dominique Baudis élu   | UDF (FD)       | 15 025       | 41,29        | 20 096      | 53,45       |
|                              | Marie-Françoise Mendez | Les Verts      | 9 921        | 27,26        | 17 500      | 46,55       |
|                              | Louis Aliot            | FN             | 4 195        | 11,53        |             |             |
|                              | Claudie Fontès         | PCF            | 2 748        | 7,55         |             |             |
|                              | Valérie Desmoulins     | LCR            | 1 093        | 3,00         |             |             |
|                              | Vincent Combes         | LO             | 911          | 2,50         |             |             |
|                              | Jacques Lafite         | MÉI            | 704          | 1,93         |             |             |
|                              | Alain Durand           | LDI (MPF)      | 661          | 1,82         |             |             |
|                              | Serge Ravanel          | MDC            | 502          | 1,38         |             |             |
|                              | Jean Durup             | US4J           | 382          | 1,05         |             |             |
|                              | Christian Dancale      | Divers         | 161          | 0,44         |             |             |
|                              | Bernard Guégan         | Divers gauche  | 35           | 0,10         |             |             |
|                              | Patrick Verdier        | Divers         | 32           | 0,09         |             |             |
|                              | Christophe Bresso      | Extrême gauche | 22           | 0,06         |             |             |
|                              |                        |                |              |              |             |             |
| Inscrits                     | Inscrits               | Inscrits       | 61 286       | 100,00       | 61 288      | 100,00      |
| Abstentions                  | Abstentions            | Abstentions    | 23 842       | 38,90        | 22 230      | 36,27       |
| Votants                      | Votants                | Votants        | 37 444       | 61,10        | 39 058      | 63,73       |
| Blancs et nuls               | Blancs et nuls         | Blancs et nuls | 1 052        | 2,81         | 1 462       | 3,74        |
| Exprimés                     | Exprimés               | Exprimés       | 36 392       | 97,19        | 37 596      | 96,26       |
| Source : Assemblée nationale |                        |                |              |              |             |             |

#### Deuxième circonscription (Toulouse - Villemur)
| Candidat       | Candidat                    | Parti             | Premier tour | Premier tour | Second tour | Second tour |  |
| Candidat       | Candidat                    | Parti             | Voix         | %            | Voix        | %           |  |
| -------------- | --------------------------- | ----------------- | ------------ | ------------ | ----------- | ----------- |  |
|                | Gérard Bapt élu             | PS                | 20 692       | 34,37        | 34 631      | 55,59       |  |
|                | Robert Huguenard sortant    | RPR               | 16 566       | 27,51        | 27 669      | 44,41       |  |
|                | Philippe Riey               | FN                | 8 464        | 14,06        |             |             |  |
|                | Charles Marziani            | PCF               | 4 289        | 7,12         |             |             |  |
|                | Élisée Brugarolas           | Les Verts         | 1 887        | 3,13         |             |             |  |
|                | Élisabeth Podgorny          | LO                | 1 662        | 2,76         |             |             |  |
|                | Jean-Baptiste de Scorraille | LDI (CNIP)        | 1 464        | 2,43         |             |             |  |
|                | Gilles Hourquet             | GÉ                | 1 111        | 1,85         |             |             |  |
|                | Michel Metz                 | US4J              | 825          | 1,37         |             |             |  |
|                | Pierre Vidal                | MDC               | 820          | 1,36         |             |             |  |
|                | Lucien Sanchez              | LCR               | 688          | 1,14         |             |             |  |
|                | Anne-Marie Balacey          | LT-LNÉ            | 686          | 1,14         |             |             |  |
|                | Pierre Cabaré               | Divers écologiste | 415          | 0,69         |             |             |  |
|                | Jean Vilotte                | Régionaliste (PO) | 341          | 0,57         |             |             |  |
|                | Sylvia Kipen                | IR                | 225          | 0,37         |             |             |  |
|                | Isabelle Mestejanot         | PLN               | 76           | 0,13         |             |             |  |
|                |                             |                   |              |              |             |             |  |
| Inscrits       | Inscrits                    | Inscrits          | 90 450       | 100,00       | 90 447      | 100,00      |  |
| Abstentions    | Abstentions                 | Abstentions       | 27 036       | 29,89        | 23 673      | 26,17       |  |
| Votants        | Votants                     | Votants           | 63 414       | 70,11        | 66 774      | 73,83       |  |
| Blancs et nuls | Blancs et nuls              | Blancs et nuls    | 3 203        | 5,05         | 4 474       | 6,7         |  |
| Exprimés       | Exprimés                    | Exprimés          | 60 211       | 94,95        | 62 300      | 93,3        |  |

#### Troisième circonscription (Toulouse - Castanet)
| Candidat       | Candidat                    | Parti             | Premier tour | Premier tour | Second tour | Second tour |  |
| Candidat       | Candidat                    | Parti             | Voix         | %            | Voix        | %           |  |
| -------------- | --------------------------- | ----------------- | ------------ | ------------ | ----------- | ----------- |  |
|                | Pierre Cohen élu            | PS                | 17 230       | 34,55        | 28 826      | 55,35       |  |
|                | Serge Didier sortant        | UDF (PR)          | 15 030       | 30,14        | 23 257      | 44,65       |  |
|                | Serge Laroze                | FN                | 5 410        | 10,85        |             |             |  |
|                | Jean Zanesco                | PCF               | 3 768        | 7,56         |             |             |  |
|                | Henri Arevalo               | Les Verts         | 2 180        | 4,37         |             |             |  |
|                | Jacqueline Santi            | LO                | 1 506        | 3,02         |             |             |  |
|                | Jean-Marie-Pierre Chaumette | LDI (MPF)         | 1 376        | 2,76         |             |             |  |
|                | Monique Gilbon              | Divers écologiste | 1 029        | 2,06         |             |             |  |
|                | Nathalie Monnier            | US4J              | 936          | 1,88         |             |             |  |
|                | Danielle Blanchard          | MÉI               | 722          | 1,45         |             |             |  |
|                | Raymond Coustures           | LCR               | 587          | 1,18         |             |             |  |
|                | Michel Pons                 | PLN               | 97           | 0,19         |             |             |  |
|                |                             |                   |              |              |             |             |  |
| Inscrits       | Inscrits                    | Inscrits          | 73 851       | 100,00       | 73 849      | 100,00      |  |
| Abstentions    | Abstentions                 | Abstentions       | 21 791       | 29,51        | 19 009      | 25,74       |  |
| Votants        | Votants                     | Votants           | 52 060       | 70,49        | 54 840      | 74,26       |  |
| Blancs et nuls | Blancs et nuls              | Blancs et nuls    | 2 189        | 4,2          | 2 757       | 5,03        |  |
| Exprimés       | Exprimés                    | Exprimés          | 49 871       | 95,8         | 52 083      | 94,97       |  |

#### Quatrième circonscription (Toulouse-Sud)
| Candidat       | Candidat                     | Parti          | Premier tour | Premier tour | Second tour | Second tour |  |
| Candidat       | Candidat                     | Parti          | Voix         | %            | Voix        | %           |  |
| -------------- | ---------------------------- | -------------- | ------------ | ------------ | ----------- | ----------- |  |
|                | Jean Diebold sortant         | RPR            | 10 071       | 34,38        | 15 254      | 49,6        |  |
|                | Yvette Benayoun-Nakache élue | PS (Les Verts) | 8 788        | 30           | 15 503      | 50,4        |  |
|                | Jean-Pascal Serbera          | FN             | 4 008        | 13,68        |             |             |  |
|                | Sylviane Ainardi             | PCF            | 2 465        | 8,42         |             |             |  |
|                | Robert Roig                  | LO             | 790          | 2,7          |             |             |  |
|                | Luc Licari                   | GÉ             | 757          | 2,58         |             |             |  |
|                | Frédéric Borras              | LCR            | 657          | 2,24         |             |             |  |
|                | Marc Beaume                  | LDI (MPF)      | 472          | 1,61         |             |             |  |
|                | Catherine Monnier            | US4J           | 420          | 1,43         |             |             |  |
|                | Yves Lévy                    | LT-LNÉ         | 341          | 1,16         |             |             |  |
|                | Charles Lay                  | SÉGA           | 267          | 0,91         |             |             |  |
|                | Brigitte Deltorn             | IR             | 157          | 0,54         |             |             |  |
|                | Jean-Luc Wahl                | Extrême droite | 63           | 0,54         |             |             |  |
|                | Marie-France Graude          | Divers         | 34           | 0,12         |             |             |  |
|                | Françoise Baritel            | PLN            | 0            | 0            |             |             |  |
|                |                              |                |              |              |             |             |  |
| Inscrits       | Inscrits                     | Inscrits       | 49 746       | 100,00       | 49 736      | 100,00      |  |
| Abstentions    | Abstentions                  | Abstentions    | 19 420       | 39,04        | 17 559      | 35,3        |  |
| Votants        | Votants                      | Votants        | 30 326       | 60,96        | 32 177      | 64,7        |  |
| Blancs et nuls | Blancs et nuls               | Blancs et nuls | 1 036        | 3,42         | 1 420       | 4,41        |  |
| Exprimés       | Exprimés                     | Exprimés       | 29 290       | 96,58        | 30 757      | 95,59       |  |

#### Cinquième circonscription (Toulouse - Fronton)
| Candidat       | Candidat                  | Parti             | Premier tour | Premier tour | Second tour | Second tour |  |
| Candidat       | Candidat                  | Parti             | Voix         | %            | Voix        | %           |  |
| -------------- | ------------------------- | ----------------- | ------------ | ------------ | ----------- | ----------- |  |
|                | Françoise Imbert élue     | PS (PRG)          | 26 095       | 35,92        | 45 531      | 60,37       |  |
|                | Grégoire Carneiro sortant | RPR               | 18 467       | 25,42        | 29 884      | 39,63       |  |
|                | Henri Balssa              | FN                | 9 976        | 13,73        |             |             |  |
|                | Pierre Seube              | PCF               | 6 276        | 8,64         |             |             |  |
|                | Michèle Puel              | LO                | 2 473        | 3,4          |             |             |  |
|                | Nicole Descamps           | LT-LNÉ            | 1 678        | 2,31         |             |             |  |
|                | Marc de Nude              | LDI (MPF)         | 1 486        | 2,05         |             |             |  |
|                | Anne Lamort de Gail       | US4J              | 1 319        | 1,82         |             |             |  |
|                | Laurent Dadillon          | LCR               | 1 214        | 1,67         |             |             |  |
|                | Alain Rigout              | CAP               | 1 059        | 1,46         |             |             |  |
|                | Annie Cazaux              | Divers écologiste | 1 048        | 1,44         |             |             |  |
|                | Rudi Sordes               | Divers            | 812          | 1,12         |             |             |  |
|                | Dominique Queija          | MÉI               | 732          | 1,01         |             |             |  |
|                | Bernard Villega           | Divers droite     | 6            | 0,01         |             |             |  |
|                | Guy Debuisson             | PRS               | 0            | 0            |             |             |  |
|                |                           |                   |              |              |             |             |  |
| Inscrits       | Inscrits                  | Inscrits          | 104 870      | 100,00       | 104 866     | 100,00      |  |
| Abstentions    | Abstentions               | Abstentions       | 28 255       | 26,94        | 24 433      | 23,3        |  |
| Votants        | Votants                   | Votants           | 76 615       | 73,06        | 80 433      | 76,7        |  |
| Blancs et nuls | Blancs et nuls            | Blancs et nuls    | 3 974        | 5,19         | 5 018       | 6,24        |  |
| Exprimés       | Exprimés                  | Exprimés          | 72 641       | 94,81        | 75 415      | 93,76       |  |

#### Sixième circonscription (Muret)
| Candidat       | Candidat                       | Parti          | Premier tour | Premier tour | Second tour | Second tour |  |
| Candidat       | Candidat                       | Parti          | Voix         | %            | Voix        | %           |  |
| -------------- | ------------------------------ | -------------- | ------------ | ------------ | ----------- | ----------- |  |
|                | Hélène Mignon élue             | PS             | 23 062       | 34,96        | 39 767      | 58,47       |  |
|                | Françoise de Veyrinas sortante | UDF (FD)       | 17 745       | 26,9         | 28 251      | 41,53       |  |
|                | Jean-Pierre Atoch              | FN             | 10 020       | 15,19        |             |             |  |
|                | Bernard Marquié                | PCF            | 5 793        | 8,78         |             |             |  |
|                | Martine Guiraud                | LO             | 2 240        | 3,4          |             |             |  |
|                | Dominique Liot                 | LCR            | 2 129        | 3,23         |             |             |  |
|                | Gérard Arnaude                 | GÉ             | 1 605        | 2,43         |             |             |  |
|                | Franc Maitrejean               | LDI (MPF)      | 1 170        | 1,77         |             |             |  |
|                | Daniel Lèguevaques             | US4J           | 1 129        | 1,71         |             |             |  |
|                | Christiane Debernard           | LT-LNÉ         | 957          | 1,45         |             |             |  |
|                | Thierry Beauvallet             | LCR            | 115          | 0,17         |             |             |  |
|                |                                |                |              |              |             |             |  |
| Inscrits       | Inscrits                       | Inscrits       | 96 559       | 100,00       | 96 557      | 100,00      |  |
| Abstentions    | Abstentions                    | Abstentions    | 27 649       | 28,63        | 24 076      | 24,93       |  |
| Votants        | Votants                        | Votants        | 68 910       | 71,37        | 72 481      | 75,07       |  |
| Blancs et nuls | Blancs et nuls                 | Blancs et nuls | 2 945        | 4,27         | 4 463       | 6,16        |  |
| Exprimés       | Exprimés                       | Exprimés       | 65 965       | 95,73        | 68 018      | 93,84       |  |

#### Septième circonscription (Auterive)
| Candidat                     | Candidat                 | Parti               | Premier tour | Premier tour | Second tour | Second tour |  |
| Candidat                     | Candidat                 | Parti               | Voix         | %            | Voix        | %           |  |
| ---------------------------- | ------------------------ | ------------------- | ------------ | ------------ | ----------- | ----------- |  |
|                              | Lionel Jospin élu        | PS                  | 30 868       | 43,71        | 45 024      | 63,38       |  |
|                              | Marie-Denise Xerri       | UDF (FD)            | 11 152       | 15,79        | 26 017      | 36,62       |  |
|                              | Alain Chatillon          | Divers droite       | 7 771        | 11,00        |             |             |  |
|                              | Théo Buras               | FN                  | 7 374        | 10,44        |             |             |  |
|                              | Michel Veyssière         | PCF                 | 4 897        | 6,93         |             |             |  |
|                              | Anne-Marie Laflorentie   | LO                  | 1 715        | 2,43         |             |             |  |
|                              | Françoise de Dieu Castis | Divers écologiste   | 1 321        | 1,87         |             |             |  |
|                              | Jacques Belhomme         | Divers              | 1 161        | 1,64         |             |             |  |
|                              | Gérard Massip            | GÉ                  | 1 097        | 1,55         |             |             |  |
|                              | Patrick de Pérignon      | LDI (MPF)           | 1 017        | 1,44         |             |             |  |
|                              | Sylvie Adjedj            | LT-LNÉ              | 692          | 0,98         |             |             |  |
|                              | Marie-Claire Garofalo    | US4J                | 643          | 0,91         |             |             |  |
|                              | Stéphane Borras          | LCR                 | 549          | 0,78         |             |             |  |
|                              | Bernard Nastasio         | Extrême gauche (PT) | 257          | 0,36         |             |             |  |
|                              | Jean-Jacques Giral       | PLN                 | 64           | 0,09         |             |             |  |
|                              | Jacques Daborge-Debru    | Divers écologiste   | 39           | 0,06         |             |             |  |
|                              |                          |                     |              |              |             |             |  |
| Inscrits                     | Inscrits                 | Inscrits            | 95 615       | 100,00       | 95 607      | 100,00      |  |
| Abstentions                  | Abstentions              | Abstentions         | 21 659       | 22,65        | 19 969      | 20,89       |  |
| Votants                      | Votants                  | Votants             | 73 956       | 77,35        | 75 638      | 79,11       |  |
| Blancs et nuls               | Blancs et nuls           | Blancs et nuls      | 3 339        | 4,51         | 4 597       | 6,08        |  |
| Exprimés                     | Exprimés                 | Exprimés            | 70 617       | 95,49        | 71 041      | 93,92       |  |
| Source : Assemblée nationale |                          |                     |              |              |             |             |  |

#### Huitième circonscription (Saint-Gaudens)
| Candidat       | Candidat                        | Parti          | Premier tour | Premier tour | Second tour | Second tour |  |
| Candidat       | Candidat                        | Parti          | Voix         | %            | Voix        | %           |  |
| -------------- | ------------------------------- | -------------- | ------------ | ------------ | ----------- | ----------- |  |
|                | Jean-Louis Idiart sortant réélu | PS             | 22 822       | 44,39        | 34 111      | 63,52       |  |
|                | Bernard Batlle                  | RPR            | 12 857       | 25,01        | 19 591      | 36,48       |  |
|                | Nadine Voloscenko               | FN             | 5 155        | 10,03        |             |             |  |
|                | André Marquerie                 | PCF            | 4 179        | 8,13         |             |             |  |
|                | Yves Rière                      | LDI (MPF)      | 1 762        | 3,43         |             |             |  |
|                | Germain Dodos                   | Les Verts      | 1 276        | 2,48         |             |             |  |
|                | Pierre Vacher                   | LO             | 1 076        | 2,09         |             |             |  |
|                | Martine Moutonnet               | LT-LNÉ         | 689          | 1,34         |             |             |  |
|                | René-Pierre Domergue            | LCR            | 484          | 0,94         |             |             |  |
|                | Martin Constant                 | US4J           | 446          | 0,87         |             |             |  |
|                | Christiane Lutz                 | MÉI            | 354          | 0,69         |             |             |  |
|                | Claude Barrère                  | IR             | 307          | 0,6          |             |             |  |
|                |                                 |                |              |              |             |             |  |
| Inscrits       | Inscrits                        | Inscrits       | 77 415       | 100,00       | 77 414      | 100,00      |  |
| Abstentions    | Abstentions                     | Abstentions    | 22 798       | 29,45        | 20 024      | 25,87       |  |
| Votants        | Votants                         | Votants        | 54 617       | 70,55        | 57 390      | 74,13       |  |
| Blancs et nuls | Blancs et nuls                  | Blancs et nuls | 3 210        | 5,88         | 3 688       | 6,43        |  |
| Exprimés       | Exprimés                        | Exprimés       | 51 407       | 94,12        | 53 702      | 93,57       |  |